# Megacyllene ziczac
Megacyllene ziczac är en skalbaggsart som först beskrevs av Voet 1778.  Megacyllene ziczac ingår i släktet Megacyllene och familjen långhorningar. Inga underarter finns listade i Catalogue of Life.